# Jacek Morajko
Jacek Morajko, nacido el 26 de abril de 1981 en Opole, es un ciclista polaco. Debutó como profesional en 2003 con el equipo portugués Antarte-Rota dos Móveis. En 2018 anunció su retirada como ciclista profesional.

## Palmarés
2007
- 2.º en el Campeonato de Polonia en Ruta

2009
- 1 etapa de la Szlakiem Grodów Piastowskich

2010
- Campeonato de Polonia en Ruta
- Tour de Malopolska
- Carrera de la Solidaridad y de los Campeones Olímpicos, más 2 etapas

2011
- Puchar Uzdrowisk Karpackich

2014
- 1 etapa de la Carrera de la Solidaridad y de los Campeones Olímpicos